# 佛淵静子
佛淵 静子（ほとけぶち しずこ、1974年-）は、現代の日本画家。
1974年東京都生まれ。1998年多摩美術大学美術学部絵画科日本画専攻卒業。2000年多摩美術大学大学院美術研究科修士課程修了。
主に人物を対象にした日本画作品で知られている。
現在、無所属。新潟県在住。